# 恋人よ帰れ!わが胸に
『恋人よ帰れ！わが胸に』（こいびとよかえれ！わがむねに、英題名: The Fortune Cookie）は、ビリー・ワイルダーが監督した、1966年作のアメリカ合衆国のコメディ映画。ジャック・レモンとウォルター・マッソーが初共演、本作をキッカケに二人はハリウッドきっての名コンビと謳われ「おかしな二人」、「フロントページ」などで共演する。

## あらすじ
TVカメラマンのハリー・ヒンクル（ジャック・レモン）はアメリカンフットボールの試合を生中継中、突進してくる黒人のスター選手ブーン・ブーン・ジャクソン（ロン・リッチ）をよけ切れず、病院送りになる。幸い怪我は大したことが無かったものの、義兄で弁護士のウィリー・ギングリッチ（ウォルター・マッソー）は巨額の賠償金を手に入れる訴訟を起こす計略を思いつく。ハリーが脊椎を傷め、体のあちらこちらが麻痺した事にするのだ。最初は渋っていたハリーだが、金が入れば彼を置き去りにして男と駆け落ちした元妻のサンディ（ジュディ・ウエスト）が帰ってくると言うウィリーの口車に乗せられ障害者をよそおう事にする。口八丁手八丁のウィリーは次から次へと悪知恵を働かせ交渉を有利に進めていく。一方、怪我をさせてしまったと言う自責の念にかられたブーン・ブーンは足繁く見舞いに訪れ、車椅子に始まり数々の高価な品物をハリーにプレゼントする。時折、良心の呵責に耐えられなくなるハリーだがウィリーのほうが一枚上手で結局は言いくるめられてしまう。お金に目のくらんだサンディはウィリーの予想通り戻ってくる事になり、家政婦がわりを買って出たブーン・ブーンを伴ってハリーはサンディと住んでいたアパートに帰る。しかしアパートの向かいには訴訟相手が雇った探偵のチェスター・パーキー（クリフ・オズモンド）が部屋を借りハリーが尻尾を出すのを逃すまいと24時間体制で監視、盗聴している。目ざといウィリーはすぐに気づいてハリーに隙を見せないように釘をさす。サンディが帰ってきた日、ブーン・ブーンはサンディが金目当てで、ハリーと夫婦生活をやり直すために戻ってきたわけでは無いと見抜く。それを察知したサンディはハリーにブーン・ブーンを追い出すように頼む。サンディとよりを戻せたのですっかり有頂天になったハリーは言われるままにする。ハリーはサンディとベッドインしたいのだが監視されているので車椅子に乗ったまま悶々とするしかない。傷心のブーン・ブーンは以前にも増して酒量が増え、自ら経営する酒場でチンピラ相手に暴力沙汰を起こしチームを去る事になる。ウィリーの計略は面白い様にはまり訴訟相手は敵わないと見て示談に持ち込んで来て多額の小切手を手にする。勝負あったかに見えたが負けを認め盗聴器を取り外しに来たパーキーがブーン・ブーンの事を黒人差別意識丸出しで罵倒するのにハリーは激怒、ついに立ち上がってパーキーを殴り仮病の証拠を掴まれてしまう。ハリーは再び裏切ったサンディの尻を蹴とばし、ブーン・ブーンのいるスタジアムへと走る。今や去っていこうとするブーン・ブーンに殴ってくれと頼むハリー。ブーン・ブーンはそんなハリーを許し二人は他に誰もいないスタジアムでフットボールを楽しむのだった。

## キャスト
ハリー・ヒンクル（CBSテレビカメラマン）ジャック・レモン（吹替：加茂嘉久）
ウィリー・ギングリッチ（ハリーの姉の夫、悪名高い悪徳弁護士）ウォルター・マッソー
ブーン・ブーン・ジャクソン（クリーブランド・ブラウンズ選手）ロン・リッチ
チェスター・パーキー（かつては高名だった私立探偵）クリフ・オズモンド
サンディ（三流の歌手、ハリーの元妻だが他の男と同棲している）ジュディ・ウェスト

## 受賞
アカデミー助演男優賞:ウォルター・マッソー

## ジャック・レモンとウォルター・マッソーの共演作
「恋人よ帰れ!わが胸に」(1966)
「おかしな二人」(1968)
「コッチおじさん」(1971)マッソー主演、レモンは監督だがアルフレッド・ヒッチコックの様にチョイ役で出演。
「フロントページ」(1974)
「新・おかしな二人/バディ・バディ」(1981)
「JFK」(1991)ただし同一シーンでの共演ではない。
「ラブリー・オールドメン」(1993)
「グラスハープ/草の竪琴」(1995)
「カリブは最高!」(1997)
「おかしな二人2」(1998)